# سیاهکلده
سیاهکلده، روستایی از توابع بخش مرکزی شهرستان لنگرود در استان گیلان ایران است.

## جمعیت
این روستا در دهستان دیوشل قرار دارد و براساس سرشماری مرکز آمار ایران در سال ۱۳۸۵، جمعیت آن ۳۲۷ نفر (۹۱خانوار) بوده‌است.